# Die PARTEI
O Partei für Arbeit, Rechtsstaat, Tierschutz, Elitenförderung und basisdemokratische Initiative (em português: Partido do Trabalho, da Constituição, da Proteção Animal, da Promoção das Elites e da Democracia de Base), abreviado como Die PARTEI (em português: O Partido), é um partido alemão de extremo-centro, que foi fundado no dia 2 de agosto de 2004 pelos editores da revista humorística alemã Titanic. O partido é mais conhecido pelo uso de sátiras nas campanhas políticas e leis inusitadas, como a legalização da cocaína medicinal e da direção alcoolizada, o uso de propagandas no site pornográfico YouPorn e propostas de sequestrar o presidente turco Erdogan. Nas eleições parlamentares europeias de 2014, conseguiu eleger Martin Sonneborn como parlamentar, sendo a primeira vez que ocupa uma cadeira no parlamento, e sua campanha foi composta por slogans como "Merkel é gorda", "Merkel é boba" e "Não à Europa, Sim à Europa".

## Resultados eleitorais

### Eleições legislativas
| Data | M. Uninominal | M. Uninominal | M. Uninominal | M. Uninominal | M. Proporcional | M. Proporcional | M. Proporcional | M. Proporcional | Deputados     | +/-           | Status            |
| Data | CI.           | Votos         | %             | +/-           | CI.             | Votos           | %               | +/-             | Deputados     | +/-           | Status            |
| ---- | ------------- | ------------- | ------------- | ------------- | --------------- | --------------- | --------------- | --------------- | ------------- | ------------- | ----------------- |
| 2005 | 16.º          | 6 923         | 0,0 / 100,0   |               | 20.º            | 10 379          | 0,0 / 100,0     |                 | 0 / 614       |               | Extra-parlamentar |
| 2009 | Não concorreu | Não concorreu | Não concorreu | Não concorreu | Não concorreu   | Não concorreu   | Não concorreu   | Não concorreu   | Não concorreu | Não concorreu | Não concorreu     |
| 2013 | 12.º          | 39 388        | 0,1 / 100,0   |               | 14.º            | 78 674          | 0,2 / 100,0     |                 | 0 / 631       | Estável       | Extra-parlamentar |
| 2017 | 9.º           | 245 659       | 0,5 / 100,0   | 0,4           | 9.º             | 454 349         | 1,0 / 100,0     | 0,8             | 0 / 709       | Estável       | Extra-parlamentar |

### Eleições europeias
| Data | CI.           | Votos         | %             | +/-           | Deputados     | +/-           |
| ---- | ------------- | ------------- | ------------- | ------------- | ------------- | ------------- |
| 2009 | Não concorreu | Não concorreu | Não concorreu | Não concorreu | Não concorreu | Não concorreu |
| 2014 | 14.º          | 184 709       | 0,6 / 100,0   |               | 1 / 96        |               |
| 2019 | 8.º           | 898 386       | 2,4 / 100,0   | 1,6           | 2 / 96        | 1             |